# Эль-Гувария (муниципалитет)
Эль-Гувария (араб. الغويرية‎) — бывший муниципалитет Катара, находившийся на северо-западе страны.
С запада Эль-Гувария омывался водами Персидского залива. Внутри страны граничил с муниципалитетами:
- Эль-Джумалия — на юге;
- Эль-Хаур — на западе;
- Эш-Шамаль — на севере.

Упоминается в статье Джона Лоримера для Gazetteer of the Persian Gulf 1908 года. На тот момент поселение описывается как лагерь в 20 милях на юго-запад от Аль-Хувайла, имеющий каменный колодец глубиной 15 метров с пригодной для питья водой.
В 2004 году вошёл в состав муниципалитета Эль-Хаур.